# ハットフィールド・アンド・ザ・ノース
ハットフィールド・アンド・ザ・ノース（Hatfield and the North）は、イギリスのプログレッシブ・ロック・バンド。
プログレッシブ・ロックの中でもカンタベリー系と呼ばれるバンドの一つである。デリヴァリーが発展する形で、1972年にピップ・パイル、リチャード・シンクレア、スティーヴ・ミラー、フィル・ミラーの4人により結成。スティーヴ・ミラー脱退後、デイヴ・スチュワートが加入し1973年にデビュー。1975年解散。1990年、TV番組のため一時的に再結成。2005年の再結成では、ツアーを行った。2005年には来日公演も行われたが、デイヴ・スチュワートは不参加であった。

## 来歴
1972年、スティーヴ・ミラー、フィル・ミラー、リチャード・シンクレア、ピップ・パイルにより結成。ミラーが脱退し、デイヴ・シンクレア加入。
1973年、デイヴ・シンクレア脱退により、デイヴ・スチュワート加入。ミラー、シンクレア、パイル、スチュワートというラインナップでファースト・アルバム『ハットフィールド&ザ・ノース』を録音。11月のギグでギルガメッシュと共演し、2つのバンドはダブル・カルテットとしてアラン・ゴーウェン作曲の組曲を演奏した。
1975年、ミラー、シンクレア、パイル、スチュワートは、セカンド・アルバム『ザ・ロッターズ・クラブ』を録音。同年6月に解散。ミラーとスチュワートはナショナル・ヘルスを結成した（パイルも後に合流）。
1990年、ミラー、シンクレア、パイル、ソフィア・ドマンシッチによりTV番組の企画で一時的に再結成。
2005年、ミラー、シンクレア、パイル、アレックス・マグワイアにより再結成、来日公演も行われた。2006年にパイルが死去。残りのギグはマーク・フレッチャーを迎えて行った。

## 特徴

### 逸話・その他
1973年11月に第3期ハットフィールド・アンド・ザ・ノースは第2期ギルガメッシュと共演、ダブル・カルテットとしてアラン・ゴーウェン作曲の40分に及ぶ組曲を演奏した。演奏メンバーは
- デイヴ・スチュワート (Dave Stewart) - エレクトリック・ピアノ、オルガン、ピアノ
- フィル・ミラー (Phil Miller) - ギター
- リチャード・シンクレア (Richard Sinclair) - ベース
- ピップ・パイル (Pip Pyle) - ドラム
- アラン・ゴーウェン (Alan Gowen) - シンセサイザー、エレクトリック・ピアノ、ピアノ
- フィル・リー (Phil Lee) - ギター
- ニール・マーレイ (Neil Murray) - ベース
- マイク・トラヴィス (Mike Travis) - ドラム

このメンバーでダブル・カルテットのレコーディングの話があったが、実現しなかった。
このコンセプトが、後のナショナル・ヘルス結成につながった。

## メンバーと担当楽器

### 第1期 (デリヴァリー第4期) 1972年9月 - 10月
- フィル・ミラー (Phil Miller) - ギター
- リチャード・シンクレア (Richard Sinclair) - ベース、ボーカル
- ピップ・パイル (Pip Pyle) - ドラム
- スティーヴ・ミラー (Steve Miller) - ピアノ、エレクトリック・ピアノ

+
- ディディエ・マレルブ (Didier Malherbe) - フルート (1972年9月のギグにゲスト参加)

この編成をデリヴァリー第4期とする説もある。
「One For You」「Will My Thirst Play Me Tricks / The Ant About To Be Crushed Ponders Not The Where Withal Of Boot Leather」を録音。

### 第2期 1972年10月 - 1973年1月
- フィル・ミラー (Phil Miller) - ギター
- リチャード・シンクレア (Richard Sinclair) - ベース、ボーカル
- ピップ・パイル (Pip Pyle) - ドラム
- デイヴ・シンクレア (David Sinclair) - オルガン

### 第3期 1973年1月 - 1975年6月
- フィル・ミラー (Phil Miller) - ギター
- リチャード・シンクレア (Richard Sinclair) - ベース、ボーカル、ギター
- ピップ・パイル (Pip Pyle) - ドラム
- デイヴ・スチュワート (Dave Stewart) - エレクトリック・ピアノ、オルガン、ピアノ、シンセサイザー、トーン・ジェネレーター

+
- ザ・ノーセッツ (The Northettes) - ボーカル (ゲスト/1st、2nd)
  - アマンダ・パーソンズ (Amanda Parsons)
  - バーバラ・ガスキン (Barbara Gaskin)
  - アン・ローゼンタール (Ann Rosenthal)
- ジェフ・リー (Geoff Leigh) - サックス、フルート (ゲスト/1st)
- ジェレミー・ベイネス (Jeremy Baines) - ピクシーフォン、フルート (ゲスト/1st)
- ロバート・ワイアット (Robert Wyatt) - ボーカル (ゲスト/1st)
- ディディエ・マレルブ (Didier Malherbe) - サックス (ゲスト/1st)
- シリル・エアーズ (Cyrille Ayers) - ボーカル (ゲスト/1st)
- サム・エリッジ (Sam Ellidge) - ボイス (ゲスト/1st)
- ジミー・ヘイスティングス (Jimmy Hastings) - フルート、サックス (ゲスト/2nd)
- モント・キャンベル (Mont Campbell) - フレンチ・ホルン (ゲスト/2nd)
- リンジー・クーパー (Lindsay Cooper ) - オーボエ、バスーン (ゲスト/2nd)
- ティム・ホジキンソン (Tim Hodgkinson) - クラリネット (ゲスト/2nd)

ファースト・アルバム『ハットフィールド&ザ・ノース』、セカンド・アルバム『ザ・ロッターズ・クラブ』録音。

### 第4期 1990年3月
- フィル・ミラー (Phil Miller) - ギター
- リチャード・シンクレア (Richard Sinclair) - ベース、ボーカル
- ピップ・パイル (Pip Pyle) - ドラム
- ソフィア・ドマンシッチ (Sophia Domancich) - キーボード

ライブ・アルバム『ライヴ1990』録音。

### 第5期 2005年 - 2006年8月
- フィル・ミラー (Phil Miller) - ギター
- リチャード・シンクレア (Richard Sinclair) - ベース、ボーカル
- ピップ・パイル (Pip Pyle) - ドラム
- アレックス・マグワイア (Alex Maguire) - キーボード

+
- マーク・フレッチャー (Mark Fletcher) - ドラム (2005年6月、10月のギグにゲスト参加)
- ロル・コックスヒル (Lol Coxhill) - ソプラノ・サックス (2006年5月のギグにゲスト参加)

2005年に初来日公演を行った。(パイルが術後であったため、ドラムの補強にマーク・フレッチャーを迎えた)

### 第6期 2006年10月
- フィル・ミラー (Phil Miller) - ギター
- リチャード・シンクレア (Richard Sinclair) - ベース、ボーカル
- アレックス・マグワイア (Alex Maguire) - キーボード
- マーク・フレッチャー (Mark Fletcher) - ドラム

+
- ダグ・ボイル (Doug Boyle) - ギター (2006年10月のギグにゲスト参加)

## ディスコグラフィ

### スタジオ・アルバム
- 『ハットフィールド&ザ・ノース』 - Hatfield And The North (1974年 第3期)
- 『ザ・ロッターズ・クラブ』 - The Rotters Club (1975年 第3期)

### ライブ・アルバム
- 『ライヴ1990』 - Live 1990 (1990年 第4期)
- Hatwise Choice (2005年 第3期)
- Hattitude (2006年 第3期) ※ギルガメッシュとのダブル・カルテット用の組曲の一部を第3期のメンバーで再録した「Extract」を収録している。

### コンピレーション
- 『アフターズ』 - Afters (1979年 第3期)

### シングル
- Let's Eat / Fitter Stoke Has A Bath (1974年 第3期)

### オムニバス
- V (1975年 「Your Majeesty Is Like A Cream Donut」「Oh What A Lonely Lifetime」を収録 第3期)
- Over The Rainbow (1975年 「Halfway Between Heaven And Earth」を収録 第3期)

### その他
- ロル・コックスヒル＆スティーヴ・ミラー Miller/Coxhill (1973年)

※第1期編成での「One For You」「Will My Thirst Play Me Tricks / The Ant About To Be Crushed Ponders Not The Where Withal Of Boot Leather」を収録
- ロル・コックスヒル＆スティーヴ・ミラー『ストーリー・ソー・ファー/オー・リアリー？』 - The Story So Far.../...Oh Really? (2007年)

※上記『Miller/Coxhill』と『The Story So Far.../...Oh Really?』（1974年）の2in1CD。デリヴァリー第5期のライブ音源「Betty (You Pays Your Money, You Takes Your Chances)」「God Song」「Bossa Nochance / Big Jobs」を追加収録している。「Bossa Nochance / Big Jobs」は後に1stアルバムに収録される曲である。
- ギルガメッシュ『アライヴィング・トゥワイス』 - Arriving Twice (2000年)

※1973-1975年にかけて録音されていた未発表デモ/リハーサル音源をCD化しており、ギルガメッシュとのダブル・カルテット用の組曲の一部をギルガメッシュ第3期のメンバーで再録した「Extract」を収録